# Sam Furnace
Sam Furnace   (* 1954; † 26. Januar 2004 in Brooklyn, New York City) war ein US-amerikanischer Jazz- und Blues-Saxophonist.(Alt-, Tenor- und Baritonsaxophon), Flötist, Arrangeur und Komponist.
Sam Furnace spielte am Beginn seiner Karriere in Soulbands und in den Begleitbands von The Temptations und Four Tops. Mitte der 1970er Jahre war er Mitglied in Billy Mitchells Henry Street Settlement Jazz Band; er arbeitete außerdem mit Art Blakey, McCoy Tyner, Dizzy Gillespie, Chico O’Farrill, Mongo Santamaría (Soy Yo, 1987) und war in den 1980er und 90er Jahren langjähriges Mitglied in Fred Hos Afro-Asian Music Ensemble, im Brooklyn Saxophone Quartet und in den verschiedenen Band-Projekten von Julius Hemphill. Der Altist setzte Furnace als Tenor- und Baritonsaxophonist in seiner Big Band und seinem Sextett ein. Furnace war auf Hemphills Sextett-Alben auf Black Saint wie Fat Man and the Hard Blues (1991) und Five Chord Stud (1993) zuhören. Nach Hemphills Tod 1995 setzte er die Arbeit mit dessen Sextett fort.
1990 spielte er in Craig Harris’ Big Band (4 Play) und im New York Composers Orchestra. Ab den 2000er Jahren spielte er in Elliott Sharps Formation Terraplane (Blues for Next, 2000), in Bill Coles Untempered Ensemble, bei den Jazz Passengers, mit William Parker (For Those Who Are, Still, 2015) und in der Big Band von Arturo O’Farrill.
Furnace war auch als Bluesmusiker aktiv; er wirkte als  Begleitmusiker des Bluesgitarristen Johnny Copeland und war am James-Brown-Projekt (1991) der Formation Cold Sweat beteiligt. Eine seiner letzten Sessions war das Blues-Album Do the Don'T von Elliott Sharps Terrplanes.
Sam Furnace leitete keine Aufnahmesessions unter eigenem Namen; die Hälfte der Titel auf dem Brooklyn Saxophone Quartet-Album Far Side of Here enthält seine letzte Studiosession. Furnace starb 2004 an Krebs.
Marty Ehrlich widmete ihm die 2005 entstandene Komposition Keeper of the Flame (In Memory of Sam Furnace), enthalten in dem Album News on the Rail.

## Diskographische Hinweise
- Brooklyn Saxophone Quartet: Far Side of Here (OmniTone, 2004)
- Julius Hemphill: At Dr King's Table (New World, 1995)
- Fred Ho: The Underground Railroad to My Heart (Soul Note, 1990–93)
- Fred Ho: Once Upon a Time in Chinese America... (Inova, 1999)